# Кук, Кристина (астронавт)
Кристина Хэммок Кук (Кох, англ. Christina Hammock Koch; род. 2 февраля 1979, Гранд-Рапидс, Мичиган, США) — астронавт НАСА, набор 2013 года. 562-й космонавт мира и 346-й астронавт США.
14 марта 2019 года в составе экипажа ТПК «Союз МС-12» стартовала с «Гагаринского старта» космодрома Байконур к МКС. Осуществила космический полёт на МКС в качестве бортинженера по программе МКС-59/60/61, вернулась на Землю в составе экипажа ТПК «Союз МС-13». Обладатель рекорда продолжительности космического полёта среди женщин — 328 дней 13 часов 58 минут. 3 апреля 2023 года была включена в состав экипажа миссии «Артемида-2» для облёта Луны.

## Биография
Родилась 2 февраля (по другим данным 29 января) 1979 года в США в городе Гранд-Рапидс, штат Мичиган. Детство провела в Джексонвилле, штат Северная Каролина, в настоящее время проживает в городе Ливингстон, штат Монтана. Отец Кристины — доктор Рональд Хэммок, родом из Джексонвилла, мать — Барбара Джонсен, родилась в Фридерике, штат Мэриленд.
В 1997 году окончила школу естественных наук и математики Северной Каролины в городе Дареме и поступила в университет штата в городе Роли. По окончании учёбы получила степень бакалавра наук по двум специальностям: в 2001 году — по электротехнике, а в 2002 году — по физике, в том же году стала магистром в области электротехники.
Далее поступила в Академию НАСА в исследовательскую лабораторию Центра космических полётов Годдарда. Вела научную работу в области астрофизики высоких энергий, участвовала в разработке научных приборов для нескольких космических миссий НАСА.
В 2004—2007 годах Кристина была научным сотрудником Антарктической программы США, работала на антарктической станции южного полюса Амундсен-Скотт, где провела зимовку и на станции Палмер. Во время работы на антарктических станциях входила в состав пожарных команд и поисково-спасательных групп.
С 2007 по 2009 годы вернулась к исследовательской работе в Лаборатории прикладной физики при Университете Джонса Хопкинса. Входила в состав рабочей группы по созданию автоматической межпланетной станции НАСА по изучению Юпитера — Юнона и в группу разработчиков приборов для спутников, изучающих радиационные пояса Земли — Зонды Ван Аллена.
В 2010 году вернулась в Антарктику и продолжила научную работу на станции Палмер. Позднее, в течение нескольких зимовок проводила исследования на круглогодичной исследовательской станции Верхний лагерь в центре ледникового щита Гренландии. С 2012 года работала в одном из федеральных ведомств США в Национальном управлении океанических и атмосферных исследований, с января по июль в качестве инженера по эксплуатации метеорологической станции рядом с городом Уткиагвик в штате Аляска. С августа того же года была назначена на должность руководителя станции океанических и атмосферных исследований на Американском Самоа.

## Космическая подготовка

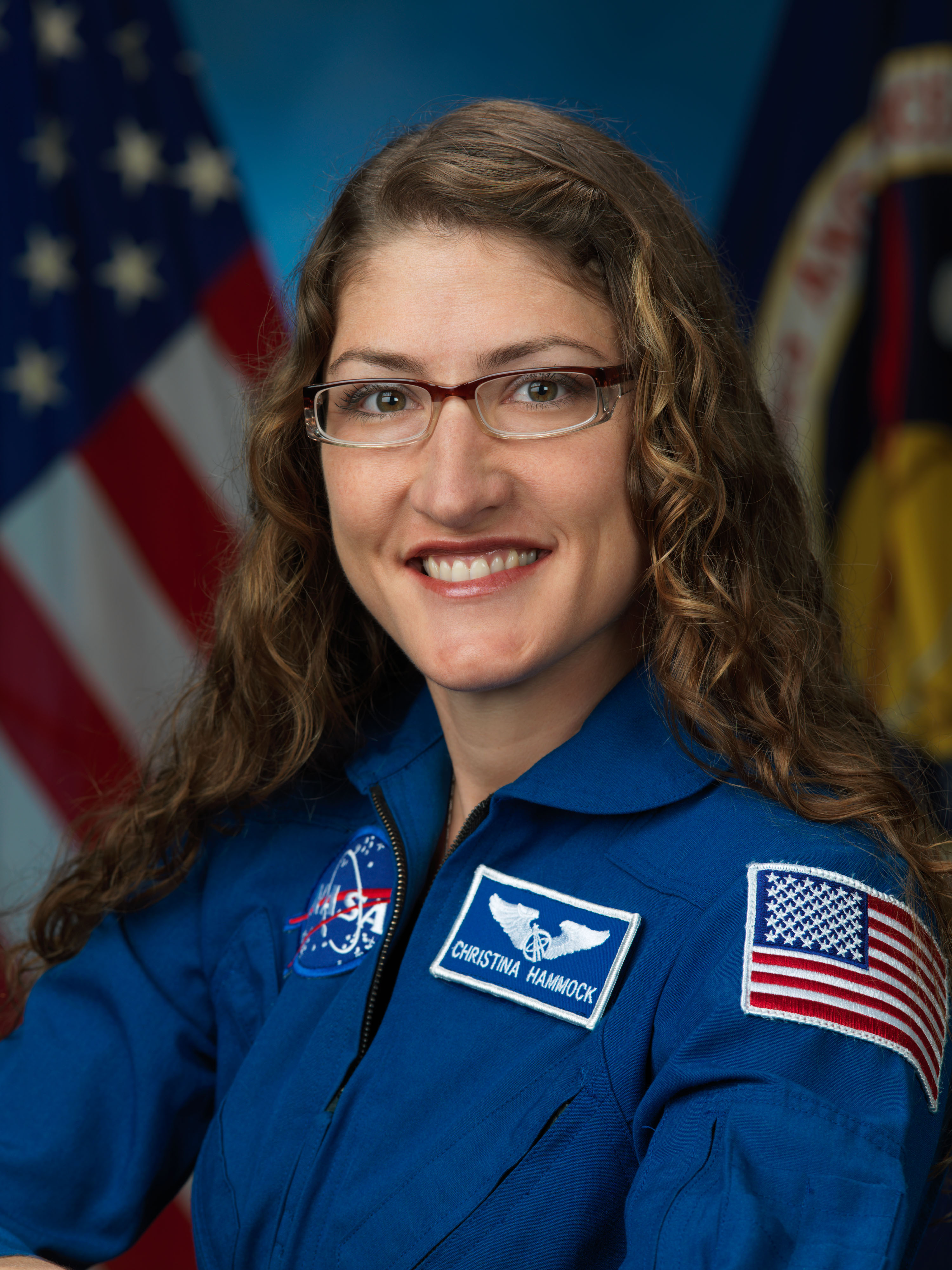
Портрет НАСА

С 2011 по 2013 год участвовала в отборе астронавтов 21-го набора НАСА. В июне 2013 года она и ещё семь кандидатов успешно прошли отбор и приступили к базовым тренировкам. К июню 2015 года Кук окончила подготовку к предстоящему полёту, обучение включало научные и технические брифинги, знакомство с системами Международной космической станции, отработку выходов в открытый космос и обучение выживанию на воде и в дикой природе. Лётную подготовку проходила на двухместном сверхзвуковом учебном реактивном самолёте Нортроп T-38 «Тэлон».
5 февраля 2018 года приступила к подготовке в ЦПК имени Юрия Гагарина в качестве бортинженера-2 ТПК «Союз МС» дублирующего экипажа вместе с Андреем Борисенко и Николаем Чубом. 14 февраля 2018 года экипаж принял участие в трёхсуточной тренировке по действиям после посадки в зимней лесисто-болотистой местности.
24 мая 2018 года получила назначение в основной экипаж ТПК «Союз МС-12» вместо астронавта Шэннон Уокер.
19 февраля 2019 года в составе экипажа «Союз МС-12» вместе с Алексеем Овчининым и Ником Хейгом сдала экзаменационную комплексную тренировку на российском сегменте МКС с оценкой «отлично». 20 февраля 2019 года экипаж сдал экзаменационную тренировку на тренажёре ТПК «Союз».

## Первый полёт
14 марта 2019 года в 22:14 мск вместе с космонавтом Алексеем Овчининым и астронавтом Ником Хейгом стартовала с космодрома Байконур на ТПК «Союз МС-12». 15 марта 2019 года в 04:02 мск корабль пристыковался к стыковочному узлу малого исследовательского модуля «Рассвет» российского сегмента МКС, в 06:10 мск экипаж перешёл на борт МКС.

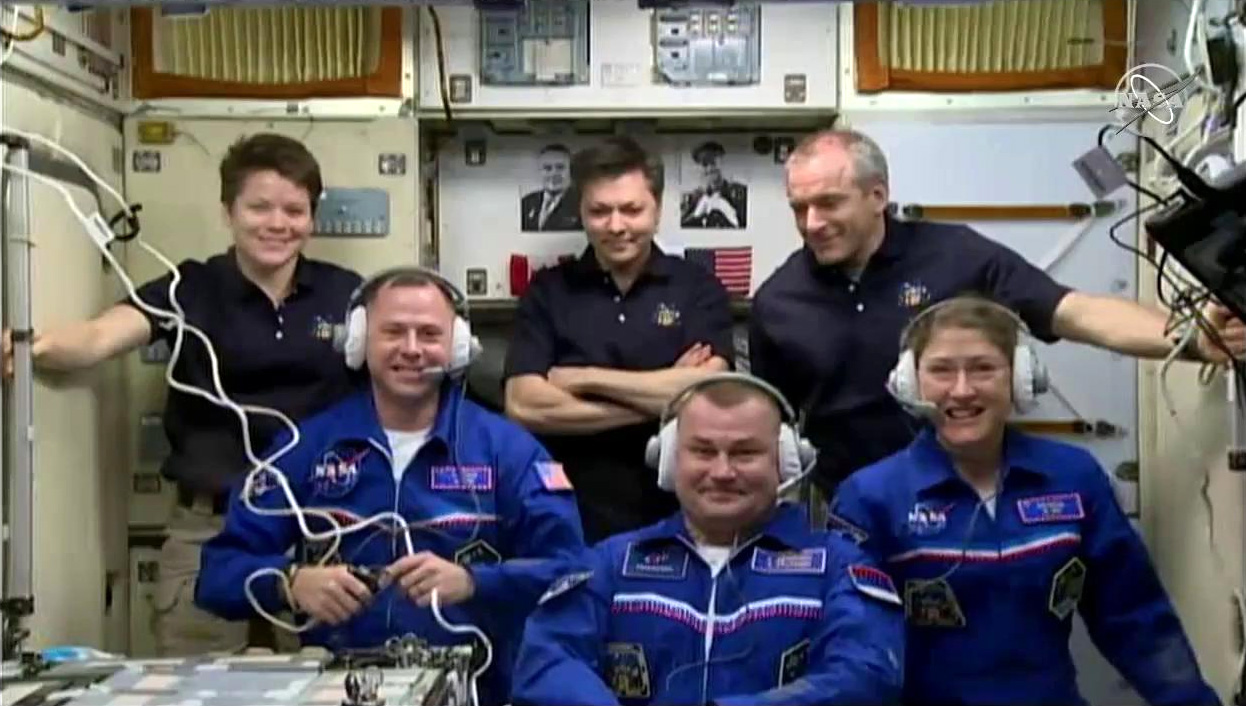
Кристина в составе 59 экспедиции МКС; 15 марта 2019 года

17 апреля 2019 года пребывание Кристины Кук на МКС было продлено до возвращения на Землю в феврале 2020 года на ТПК «Союз МС-13».
28 декабря 2019 года Кристина провела на Международной космической станции свой 289-й день и побила рекорд по продолжительности беспрерывного пребывания в космосе среди женщин Пегги Уитсон на 1 день. В итоге срок нахождения на орбите составил 328 дней — это стало самым длительным непрерывным пребыванием в космосе для женщины.
Вернулась на землю на ТПК «Союз МС-13» 6 февраля 2020 года вместе с россиянином Александром Скворцовым и итальянцем Лука Пармитано. В 05:50 UTC корабль отстыковался от МКС, в 08:18 UTC двигательная установка корабля включилась на торможение. Посадка произошла в 09:13 UTC в районе казахстанского города Жезказгана.

### Выходы в открытый космос

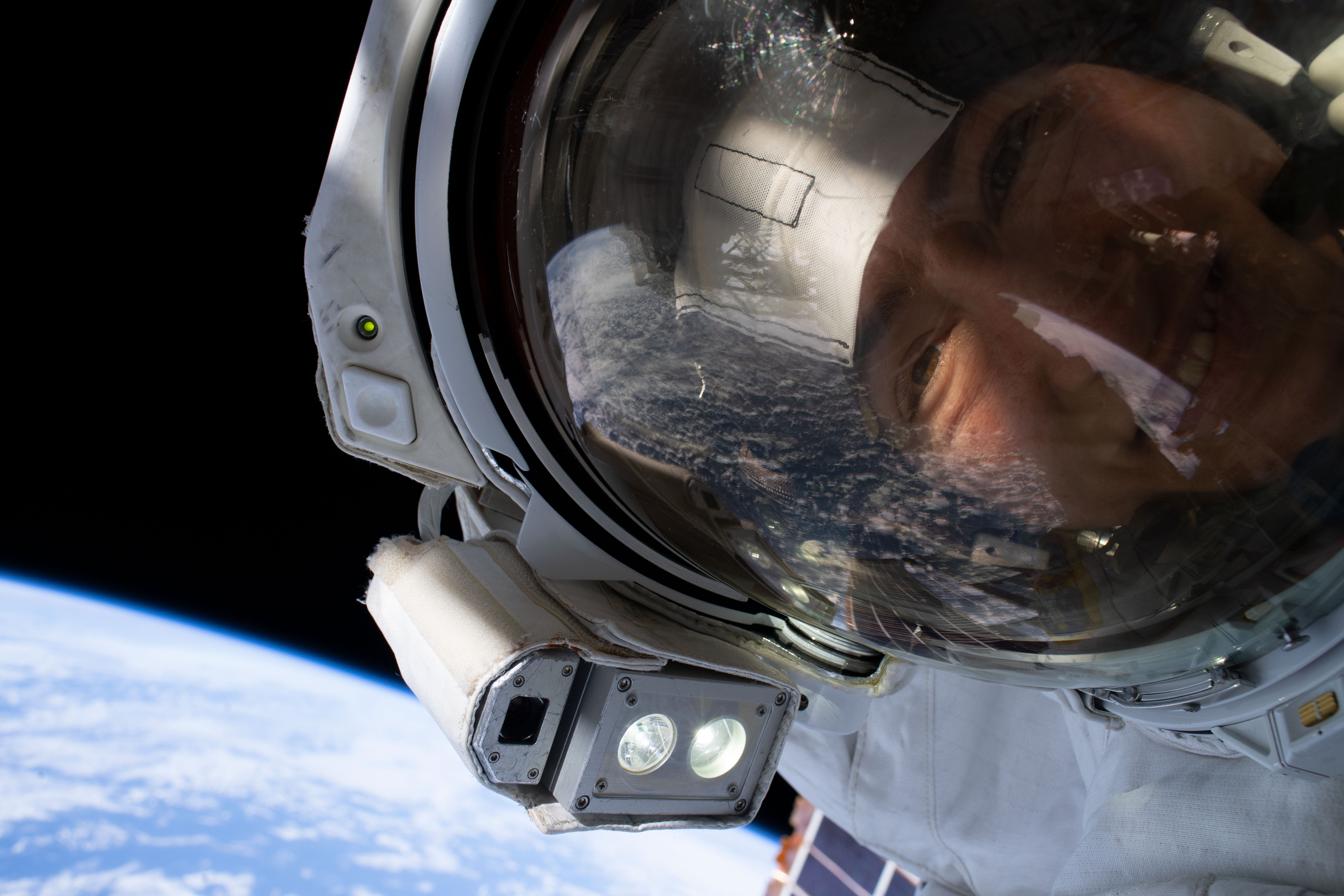
Селфи во время выхода в открытый космос; 18 октября 2019 года

За время космического полёта Кристина совершила шесть парных выходов в открытый космос, все совершены из модуля Квест. Первый выход состоялся в рамках МКС-59 29 марта 2019 года вместе с Тайлером Хейгом для проведения работ на внешней поверхности МКС. Астронавты продолжили работы, начатые 22 марта в ходе предыдущего выхода, и подготовили к замене никель-водородные аккумуляторы, а также провели подготовительные работы для следующего выхода астронавтов в открытый космос, намеченного на 8 апреля. Длительность выхода составила 6 часов 45 минут, отсчёт времени начался в 11:42 UTC (14:42 мск), когда скафандры были переведены на автономное питание и продолжался до наддува модуля Квест после герметизации выходного люка в 18:27 UTC (21:27 мск).
Следующие выходы состоялись в рамках МКС-61. 6 и 11 октября 2019 года Кристина выходила в открытый космос вместе Эндрю Морганом, они возобновили работы по обновлению аккумуляторов на дальнем конце портовой фермы МКС. Манипулятором, который был задействован в операции для переноса батарей, управляла со станции Джессика Меир. Длительность выходов составила 7 часов 1 минуту и 6 часов 45 минут соответственно.
18 октября 2019 года Кристина Кук и Джессика Меир вышли в открытый космос для замены внешнего блока питания станции, это был первый в истории выход в космос двух женщин. Длительность 7 часов 17 минут.
Следующие два выхода Кристина также работала в паре с Меир. 15 и 20 января 2020 года они переместили старые никель-водородные аккумуляторы на площадку, размещённую на внешней поверхности станции, и установили новые литий-ионные, запитанные к солнечной панели. Перед возвращением на станцию Джессика Меир заменила фильтры на одной из видеокамер на корпусе станции. Контролёры на Земле проверили, что новые батареи успешно подключены и функционируют. Длительность выходов составила 7 часов 29 минут и 6 часов 58 минут соответственно.

## Подготовка для полёта к Луне
3 апреля 2023 года НАСА объявило имена экипажа миссии «Артемида-2» для облёта Луны в апреле 2026 года, где Кристина Кук была названа в качестве члена экипажа (специалист полёта).

## Статистика
| # | Стартовый корабль | Старт, UTC        | Экспедиция               | Корабль посадки | Посадка, UTC      | Налёт                       | Выходы в открытый космос | Время в открытом космосе |
| - | ----------------- | ----------------- | ------------------------ | --------------- | ----------------- | --------------------------- | ------------------------ | ------------------------ |
| 1 | Союз МС-12        | 14.03.2019, 19:14 | Союз МС-12, МКС-59/60/61 | Союз МС-13      | 06.02.2020, 09:13 | 328 суток 13 часов 58 минут | 6                        | 42 часа 15 минут         |

## Личная жизнь
С октября 2015 года замужем за Робертом Куком.
Увлекается туризмом, скалолазанием, парусным спортом, греблей на байдарках, йогой.

## Награды
- Награда НАСА за участие в разработке инструмента для исследования магнитосферы Юпитера Energetic Particle Detector (JEDI)[англ.] для АМС «Юнона» (2012)[7];
- Награда НАСА за участие в разработке спектрометра XRS для миссии аппарата ASTRO-E (2005)[7];
- Медаль «За службу в Антарктике» со специальным нагрудным знаком за зимовку (2005)[7][1];
- Стипендиат 2000—2001 годов фонда астронавтов Astronaut Scholarship Foundation[7].